# Marianne Brentzel
Marianne Brentzel (* 11. Dezember 1943 in Dissen am Teutoburger Wald) ist eine deutsche Schriftstellerin, die mit der Biografie über die jüdische Kinderbuchautorin Else Ury Nesthäkchen kommt ins KZ  bekannt wurde.

## Leben
Brentzel wuchs in Bielefeld auf. Sie studierte Politikwissenschaft am Otto-Suhr-Institut in Berlin und schloss 1969 mit dem Diplom ab. Später studierte sie Pädagogik. Sie nahm aktiv an der Studentenbewegung teil. Bis 1980 war Brentzel Mitglied der maoistischen KPD-AO. 
1985 gründete sie den Tapir-Verlag, in dem sie auch ihre ersten Bücher veröffentlichte, der aber 1990 scheiterte.
Die Autorin schrieb vorwiegend „Biografien spannender Frauen“, wie sie ihre Werke selbst benennt. Bekanntheit erlangte Brentzel mit ihrer Biografie über die deutsche Kinderbuchautorin Else Ury (bekanntestes Werk: die Nesthäkchen-Reihe). Die Biographie erschien erstmals 1993 unter dem Titel Nesthäkchen kommt ins KZ und wurde 2007 in überarbeiteter und ergänzter Form unter dem Titel Mir kann doch nichts geschehen neu aufgelegt. Für Else Urys 2014 neu aufgelegte Buch Nesthäkchen im Ersten Weltkrieg schrieb Marianne Brentzel das Vorwort. Marianne Brentzel befasste sich mit der Geschichte der „Anna O“, einer der prominentesten Patientinnen von Sigmund Freud, dessen Therapiemethode von Josef Breuer kritisiert wurde. Anna O. hieß mit bürgerlichem Namen Bertha Pappenheim. Weitere Biografien schrieb sie über Hilde Benjamin und Margherita Sarfatti.
Marianne Brentzel veröffentlichte zusammen mit dem Fotografen Hubert Moormann 1987 mit "Da kukse wa" eines der ersten deutschen Bücher über Graffiti, in dem die frühe Dortmunder Graffitiszene dokumentiert ist. Das Buch besitzt in Graffitikreisen Kultstatus und wurde von Marianne Brentzel selbst in der 2020er ARTE Dokumentation The Rise of Graffiti Writing vorgestellt.
Brentzel lebt heute in Dortmund. Dort organisiert und moderiert sie den Dortmunder Bücherstreit, eine regelmäßige Veranstaltung in Kooperation mit der Stadt- und Landesbibliothek Dortmund und anderen, bei der Neuerscheinungen vorgestellt und diskutiert werden.
2014 wurde Brentzel mit dem Literaturpreis Ruhr ausgezeichnet.

## Privat
Marianne Brentzel war mit dem Rechtsanwalt und Notar Hugo Brentzel († 2017) verheiratet. Aus der Ehe gingen zwei Kinder hervor.

## Werke
- Rudi. Geschichten aus dem Jahre Null. Bilder von Klauspeter Sachau, Tapir, Dortmund 1986, ISBN 3-923223-03-X, Neuauflage: Rudi und der Friedenspudding, Tapir, Dortmund 1986, 2001, ISBN 3-83111-646-6.
- Da kukse wa – Dortmunder Graffiti. Tapir, Dortmund 1987, ISBN 3-923223-08-0.
- Nesthäkchen kommt ins KZ – Eine Annäherung an Else Ury 1877–1943. eFeF, Zürich / Dortmund 1992, ISBN 3-931782-36-0; als Neuausgabe: Mir kann doch nichts geschehen. Das Leben der Nesthäkchen-Autorin Else Ury. Edition Ebersbach, Berlin 2007, ISBN 978-3-938740-54-5.
- Die Machtfrau, Hilde Benjamin 1902–1989, Links, Berlin 1997, ISBN 3-86153-139-9.
- Anna O. Bertha Pappenheim, Biographie. Wallstein, Göttingen 2002, ISBN 3-89244-445-5, Neuauflage: Sigmund Freuds Anna O. Biographie. Das Leben der Bertha Pappenheim. Reclam, Leipzig 2004, ISBN 3-379-20094-8.
- als Herausgeberin, Bearbeiterin: Ein jüdisches Leben  1910 – 2003, Gerd Jacoby. Books on Demand, Norderstedt 2005, ISBN 978-3-8334-2224-9.
- mit Ute Ruscher: Margherita Sarfatti. „Ich habe mich geirrt: Was soll’s.“ Jüdin. Mäzenin. Faschistin. Atrium, Zürich 2008, ISBN 978-3-855-35042-1.
- Von der Platte ins Gast-Haus. Shaker Media, Aachen 2010, ISBN 978-3-86858-419-6.
- Rote Fahnen Rote Lippen. Edition Ebersbach, Berlin 2011, ISBN 978-3-86915-044-4.